# Wilhelm von Bernstorff (Amtshauptmann)
Wilhelm August Oswald von Bernstorff (* 23. Oktober 1851 in Schwerin; † 3. Juni 1912 in Grevesmühlen) war ein deutscher Verwaltungsjurist und mecklenburgischer Amtshauptmann.

## Leben
Wilhelm von Bernstorff entstammte der nicht-gräflichen Linie des mecklenburgischen Uradelsgeschlechts der von Bernstorff mit dem gleichnamigen Stammhaus in Bernstorf südwestlich von Grevesmühlen im heutigen Landkreis Nordwestmecklenburg. Er war der älteste Sohn des Geheimen Kammerrats Adolf von Bernstorff (1803–1872) und dessen Frau Elisabeth, geb. von Fabrice (1822–1883). Der gleichnamige Staatsminister Wilhelm von Bernstorff und der General Joachim August Wilhelm von Bernstorff waren seine Onkel.
Er besuchte das Gymnasium Fridericianum Schwerin bis zum Abitur Michaelis 1871 und studierte Rechtswissenschaften an den Universitäten München, Berlin, Göttingen und ab Sommer 1875 Rostock. Nach seinem Examen trat er in den Verwaltungsdienst von Mecklenburg-Schwerin. Er war vor allem als Amtshauptmann im Domanialamt Grevesmühlen-Plüschow tätig, zuletzt mit dem Tiel Drost.
Ab 1881 war er Mitglied im Verein für mecklenburgische Geschichte und Altertumskunde. Er war Inspektor des Bernstorffschen Familienverbands.
1884 heiratete er in Wismar Martha, geb. Kniep (1868–). Das Paar hatte einen Sohn und zwei Töchter.

## Auszeichnungen
- Gedächtnismedaille für Großherzog Friedrich Franz III.[5]
- Preußische Landwehr-Dienstauszeichnung I. Klasse